# العلاقات الدومينيكية الليتوانية
العلاقات الدومينيكية الليتوانية هي العلاقات الثنائية التي تجمع بين دومينيكا وليتوانيا.

## مقارنة بين البلدين
هذه مقارنة عامة ومرجعية للدولتين:
| وجه المقارنة                                              | دومينيكا              | ليتوانيا                                                    |
| --------------------------------------------------------- | --------------------- | ----------------------------------------------------------- |
| المساحة (كم2)                                             | 751                   | 65.30 ألف                                                   |
| عدد السكان (نسمة)                                         | 73.92 ألف             | 2.79 مليون                                                  |
| الكثافة السكانية (ن./كم²)                                 | 9.84 ألف              | 42.73                                                       |
| العاصمة                                                   | روسو                  | فيلنيوس، كاوناس                                             |
| اللغة الرسمية                                             | لغة إنجليزية          | اللغة الليتوانية                                            |
| العملة                                                    | دولار شرق الكاريبي    | ليتاس ليتواني، يورو                                         |
| الناتج المحلي الإجمالي (بليون دولار)                      | 562.54 مليون          | 47.17 مليار                                                 |
| الناتج المحلي الإجمالي (تعادل القوة الشرائية) بليون دولار | 789.63 مليون          | 84.06 مليار                                                 |
| الناتج المحلي الإجمالي الاسمي للفرد دولار أمريكي          | 7.12 ألف              | 14.15 ألف                                                   |
| الناتج المحلي الإجمالي للفرد دولار أمريكي                 | 10.88 ألف             | 27.69 ألف                                                   |
| مؤشر التنمية البشرية                                      | 0.724                 | 0.839                                                       |
| رمز المكالمات الدولي                                      | +1767                 | +370                                                        |
| رمز الإنترنت                                              | .dm                   | .lt                                                         |
| المنطقة الزمنية                                           | 00، توقيت أطلنطي موحد | ت ع م+02:00، ت ع م+03:00، أوروبا/فيلنيوس ‏، توقيت شرق أوروبا |

## منظمات دولية مشتركة
يشترك البلدان في عضوية مجموعة من المنظمات الدولية، منها:
| علم المنظمة | اسم المنظمة                        | تاريخ انضمام دومينيكا | تاريخ انضمام ليتوانيا |
| ----------- | ---------------------------------- | --------------------- | --------------------- |
|             | مؤسسة التنمية الدولية              | 29 سبتمبر 1980        | 23 سبتمبر 2011        |
|             | يونسكو                             | 9 يناير 1979          | 7 أكتوبر 1991         |
|             | وكالة ضمان الاستثمار متعدد الأطراف | 7 أكتوبر 1991         | 8 يونيو 1993          |
|             | الأمم المتحدة                      | 18 ديسمبر 1978        | 17 سبتمبر 1991        |
|             | الاتحاد البريدي العالمي            | ?                     | ?                     |
|             | البنك الدولي للإنشاء والتعمير      | 29 سبتمبر 1980        | 6 يوليو 1992          |
|             | الاتحاد الدولي للاتصالات           | 28 أكتوبر 1996        | 1 يوليو 1923          |
|             | منظمة حظر الأسلحة الكيميائية       | ?                     | ?                     |
|             | مؤسسة التمويل الدولية              | 29 سبتمبر 1980        | 15 يناير 1993         |
|             | منظمة التجارة العالمية             | ?                     | ?                     |
|             | منظمة الشرطة الجنائية الدولية      | ?                     | ?                     |

## وصلات خارجية
- موقع وزارة الخارجية الليتوانية